# Zuid-Afrikaanse parlementsverkiezingen 1915
De Zuid-Afrikaanse parlementsverkiezingen van 1915 vonden op 20 oktober 1915 plaats. Bij de verkiezingen waren er 130 (negen meer dan bij de voorgaande verkiezingen) te verdelen.
De uitslag zorgde ervoor dat de pro-Britse regering-Botha (SAP, gesteund door de UP) aan de macht kon blijven. Het verzet van de Nasionale Party van generaal James Barry Hertzog tegen de Zuid-Afrikaanse deelname aan Britse zijde in de Eerste Wereldoorlog werd niet beloond met een electoraal succes. Door het voor haar ongunstige verkiezingssysteem, kreeg zij bovendien relatief weinig parlementszetels.

## Uitslag
| Partij                | %     | zetels |
| --------------------- | ----- | ------ |
| Suid-Afrikaanse Party | 36,7% | 54     |
| Nasionale Party       | 29,4% | 27     |
| Unionist Party        | 19,4% | 39     |
| Labour Party          | 9,6%  | 4      |
| Onafhankelijken       | 4,8%  | 6      |
| Totaal                | 99,9% | 130    |

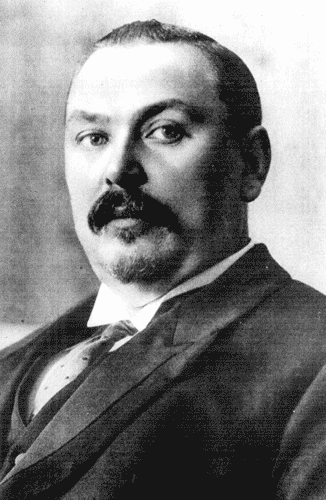
Louis Botha
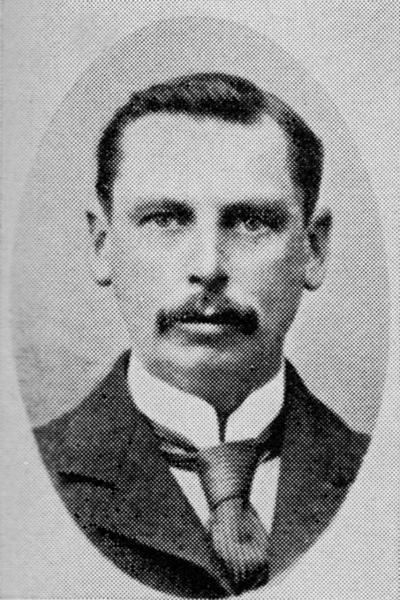
Thomas Smartt
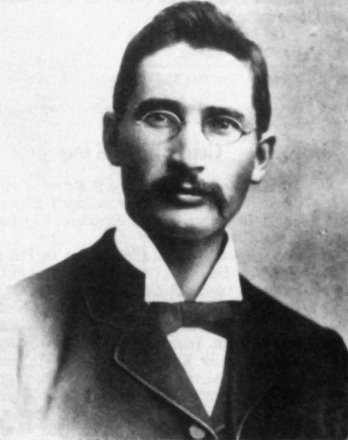
James Barry Hertzog

Parlementsverkiezingen: 1910 · 1915 · 1920 · 1921 · 1924 · 1929 · 1933 · 1938 · 1943 · 1948 · 1953 · 1958 · 1961 · 1966 · 1970 · 1974 · 1977 · 1981 · 1984 · 1987 · 1989 · 1994 · 1999 · 2004 · 2009 · 2014 · 2019 · 2024

Referenda: 1960 · 1983 · 1992